# 鴨下一郎
鴨下 一郎（かもした いちろう、1949年〈昭和24年〉1月16日 - ）は、日本の政治家、医師、医学博士。自由民主党所属の元衆議院議員（9期）。東京都足立区生まれ。
環境大臣（第9・10代）、厚生労働副大臣（第1次小泉第1次改造内閣・福田康夫改造内閣）、衆議院厚生労働委員長、自民党国会対策委員長（第54代）、自民党幹事長特別補佐、自民党東京都連会長、内閣官房参与（健康・医療戦略）を歴任した。

## 来歴

### 生い立ち
東京都足立区青井生まれ。足立区立第四中学校、東京都立足立高等学校卒業。中学・高校の2年先輩にビートたけしがいる。都立足立高校卒業後、日本大学医学部医学科へ進学。日本大学大学院医学研究科博士課程を修了し、医学博士の学位を取得。

### 日本新党から出馬
1993年、第40回衆議院議員総選挙に日本新党公認で旧東京10区（定数5）から出馬し、公明党の山口那津男に次ぐ2位で初当選。1994年、羽田内閣で環境政務次官に就任するも、羽田内閣は64日で退陣に追い込まれた。同年末、日本新党が解党し、新進党結党に参加。小選挙区比例代表並立制導入後初めて実施された1996年の第41回衆議院議員総選挙では東京13区から新進党公認で出馬し、再選。

### 自由民主党に入党

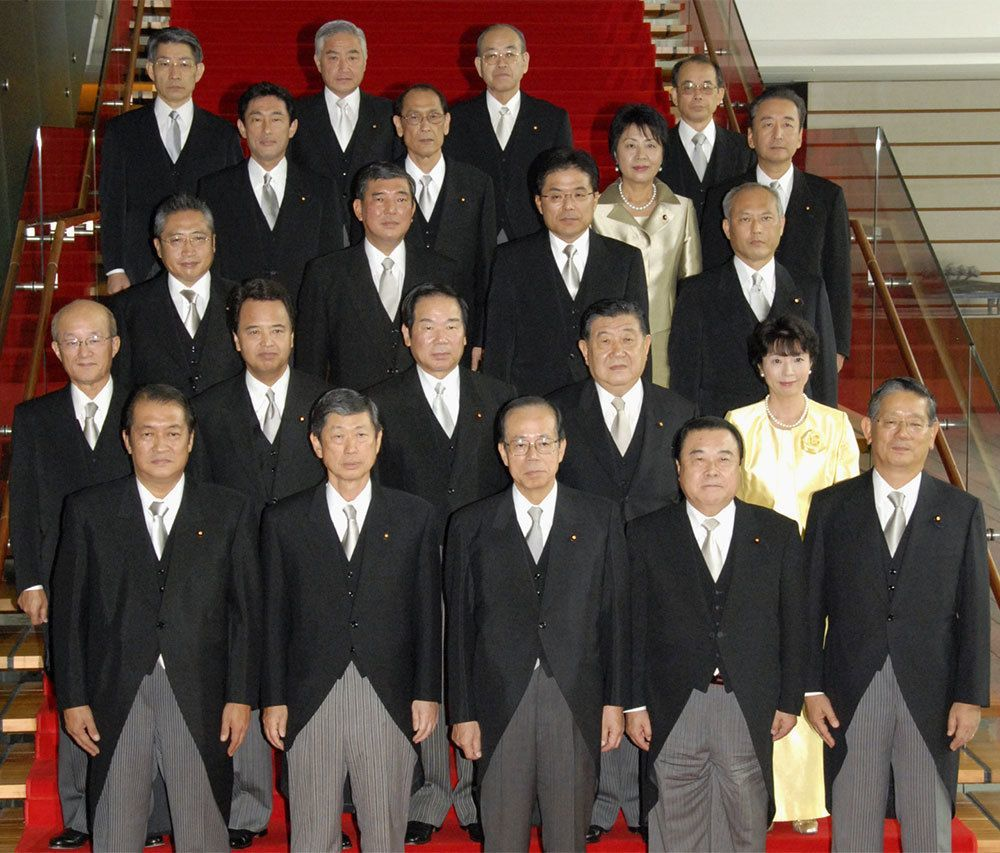
2007年9月26日、総理大臣官邸にて福田内閣の閣僚らと

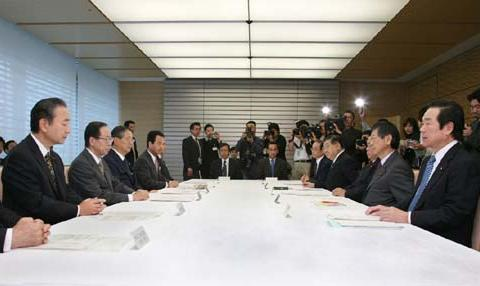
2007年10月18日、地球温暖化国内対策に関する七大臣会合にて内閣総理大臣福田康夫（左から2人目）らと

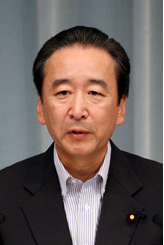
入閣時の会見にて

1997年7月、新進党を離党し、同年12月に自由民主党に入党。2000年の第42回衆議院議員総選挙では自民党公認で東京13区から出馬し、民主党の城島光力らを破り3選（城島も比例復活）。2002年、厚生労働副大臣に就任。2003年の第43回衆議院議員総選挙では前回下した城島に敗れるも、重複立候補していた比例東京ブロックで復活し、4選。
2005年の第44回衆議院議員総選挙では、前回敗れた城島に比例復活を許さず、東京13区で5選。2007年8月、安倍改造内閣で環境大臣に就任し、初入閣。入閣後間もなく資産等報告書の記載の不備が発覚した。安倍晋三首相が内閣改造からわずか1ヶ月余で辞意を表明した。当時は事務所費架空計上問題が騒がれ、安倍内閣の農林水産大臣だった松岡利勝が自殺する事態にまで発展しており、新内閣で鴨下が再任されるかが一部で注目されたが、福田康夫内閣で環境大臣に再任された。
2008年の福田康夫改造内閣では、大臣経験者ながら再び厚生労働副大臣（年金担当）に就任。しかし福田康夫首相も内閣改造から1ヶ月余で辞任し、福田の辞任を受けて行われた2008年自由民主党総裁選挙では、石破茂の推薦人代表を務めた。
2009年の第45回衆議院議員総選挙では民主党新人の平山泰朗に東京13区で敗れたが、比例東京ブロックで復活し、6選。翌2010年、山本有二が立ち上げた政策グループのぞみに参加。2011年、「日本の復興と再生を実現する議員連盟」の設立を呼びかけ、同議連の世話人に就任。同議連には民主、自民、公明の各党から計162名の国会議員が参加した。
2012年自由民主党総裁選挙では、石破茂の推薦人代表を務める。2012年9月、安倍晋三執行部において幹事長代理に就任。同年12月、自民党国会対策委員長に就任。2013年10月11日、体調不良のため自民党国会対策委員長を辞任した。2014年2月17日、新設された幹事長特別補佐に就任。
2017年9月27日、東京都議選惨敗の責任を取り辞任した下村博文会長の後任として自民党東京都連の会長に就任。
同年9月28日、衆議院解散。10月3日、希望の党は第48回衆議院議員総選挙の第1次公認192人を発表するが、小池百合子代表と同じ日本新党出身の鴨下は小池と近い存在であったため、東京13区には候補者を立てなかった。10月6日、立憲民主党は第1次公認62人を発表。東京13区に元総合商社社員の北條智彦を擁立したことが明らかとなった。10月22日に行われた総選挙で北條と共産党新人を破り、9選。
2021年8月4日、同年秋までに予定される第49回衆議院議員総選挙に立候補せず引退する意向を表明した。
2022年春の叙勲で旭日大綬章を受章。
2023年9月26日、内閣官房参与（健康・医療戦略）に就任。

## 政策
- 憲法9条の改正に賛成[15]
- 原発は日本に必要[15]
- アベノミクスを評価する[15]
- 道徳の教科化に賛成[15]

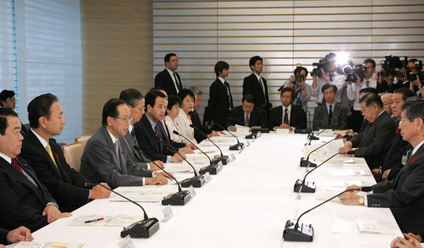
2007年10月2日、地球温暖化対策推進本部の会合にて内閣総理大臣福田康夫（左から3人目）らと

- 年金・医療をはじめ、自民党における社会保障政策の論客の1人。年金記録問題が国会で盛んに議論されるようになった2007年頃、年金問題に関してテレビ番組に出演した大村秀章や片山さつきが視聴者、国民から不興を買ったため、党執行部は年金問題に関してテレビに出演する議員を鴨下一人に限り、鴨下以外の議員は年金問題関連で出演しないよう、所属議員に命じた[16]
- 「消費税0％の検討」を掲げた『国民を守るための「真水100兆円」令和2年度第2次補正予算に向けた提言』に賛同している[17]。

## 議連
- 日本ウイグル国会議員連盟
- オウム真理教対策議連（会長）
- 配置薬議連（幹事長）
- 日本ラオス友好議連（副会長）
- 労働政策推進議連（副幹事長）
- ライフサイエンス推進議連（副会長）
- 自民党モータースポーツ振興議連
- 日本文化再生議連（事務局長）
- 尊厳死法制化を考える議連（副会長）
- 賃貸住宅対策議連（顧問）
- 運動器の健康を増進させ健康寿命を延伸させる議連（運動器議連）
- 日本バーレーン友好議連（副会長）
- 卓球国会議連（副会長）
- 創生「日本」（副会長）
- 脳卒中を考える議員の会（副会長）
- 国民歯科問題議連（副会長）
- 危険運転致死傷罪を考える超党派の会（副会長）
- 自民党受動喫煙防止議連
- 日本の誇れる漢方を推進する議連（会長）
- 自民党知的障がい者福祉推進議連（会長）
- ライブエンタテインメント議連（幹事長）
- 皇室の伝統を守る会（副会長）
- 新しい難病対策の推進を目指す超党派国会議連（顧問）
- 優れた医療機器を国民に迅速かつ安全に届けるための議連（会長）
- 障がい者の自立のために所得向上をめざす議連（会長）
- 高機能水の普及を促進するための議連（会長）
- つくばエクスプレス利用建設促進議連（会長代理）
- 国民の医療を守る議員の会（会長代理）
- 大学病院を支援する議連（発起人）
- 中小印刷産業振興議連（副会長）
- 持続可能な社会保障制度の確立に向けて、 国民一人ひとりが地域のつながりの中で健康寿命を全うすることを 推進する議員連盟（ヘルス＆コミュニティ(Ｈ&Ｃ)議連）（会長）
- 健康都市を進める議連（会長）
- 自民党ケアラー議連（顧問）
- 地域コミュニティ再生議連（会長）
- 海洋国日本の災害医療の未来を考える超党派議連（副会長）
- 環境保全議連（幹事長）
- 慢性の痛み対策議連（顧問）
- 認知症医療の充実を推進する議員の会（副会長）
- 次世代の社会保障制度を構想する議連（会長）
- 犬猫の殺処分ゼロを目指す動物愛護議連（顧問）
- 自民党診療放射線技師制度に関する議員懇話会（会長）
- 捕獲鳥獣食肉利活用推進議連（ジビエ議連）（副会長）
- 個室ユニットケア推進議連（顧問）
- ディスカバリー議連（会長）
- 薬用作物（薬草）栽培推進議連（顧問）
- 地域包括ケアシステム介護推進議連（副会長）
- 国立公園レンジャー振興議連（顧問）
- 臓器移植を考える議連（発起人）
- ソーシャルファーム推進議連（発起人）
- ヘルスケア議員懇話会（チェーンストア）（最高顧問）
- 自民党どうぶつ愛護議連（会長）
- 自民党2020東京オリンピック・パラリンピック文化プログラム推進議連（顧問）
- データーヘルス推進議連（発起人）
- 世界保健機関（WHO）議連（顧問）
- ジェネリック医薬品の将来を考える会（顧問）
- 在宅医療推進議連（発起人）
- 医療心理士（仮称）国家資格化を目指す議員の会（幹事長）
- 自家細胞を用いた再生医療を推進する議員の会（世話人）
- 統合医療を実現する議員の会（事務局長）
- 生命倫理と生殖技術について考える超党派勉強会（世話人）
- ソーシャル・キャピタル研究会（副会長）
- 日本医療懇談会（世話人）
- 適切な医療を実現する医師国会議員連盟（副会長）
- 国宝「医心方」のユネスコ「世界の記憶」登録を推進する議員連盟（会長）
- 医師国会議員の会（代表世話人）

## 医師として
- ストレス社会の到来に備えて、31歳の時に心療内科医として日比谷国際クリニックを開設。「ストレス」という言葉が流布する以前から治療に携わっている、日本におけるストレス治療の先駆者的存在。
- 対症療法だけでなく、生活改善の指導や仕事への取り組み方、物の考え方をアドバイスすることによって、ストレスに負けない体質づくりまでを徹底指導し、多くの業績を残している。
- 心療内科医として、医療現場でサラリーマンやOLの心の病気の診療にあたる。過酷な労働環境によるストレス...「現代の心の病を治すには、まず社会病理を直す必要がある」と政治の世界を志した。[18]
- 2023年5月、ジャニー喜多川性加害問題について、ジャニーズ事務所所属タレントへの心のケア相談窓口の監修者を務めることが発表された[19]。

## 報道
- 環境大臣就任後の2007年9月5日、鴨下の資金管理団体が提出した1996年以降の政治資金収支報告書に記載されている金額に食い違いがあり、個人の資産等報告書（衆議院議長宛てに提出するもの）に記載された金額とも食い違いがあることや、東京都足立区に200平方メートル超の土地を所有していることが、1993年の初当選時から2007年まで、資産等報告書に記載されていなかったことなどが判明した[20]。この件が鴨下の進退問題にかかわる可能性について安倍晋三首相（当時）は、「記載ミスだったと聞いている。誤記であれば、それに当たらないのではないか」として、鴨下に辞任を求めない考えを示した[21]。一方で、野党からは資産等報告書の不備を理由に、鴨下に対して参議院で問責決議案を提出すべきとの声も上がった[22]。鴨下の事務所では「借入金額を裏付ける書類が残っておらず、分からない」 とし、鴨下自身は「ずさんと言われれば、甘んじて受けなければならない。 反省している」と述べた[20]

## 選挙歴
| 当落 | 選挙                   | 執行日         | 年齢 | 選挙区               | 政党       | 得票数     | 得票率 | 定数 | 得票順位 /候補者数 | 政党内比例順位 /政党当選者数 |
| ---- | ---------------------- | -------------- | ---- | -------------------- | ---------- | ---------- | ------ | ---- | ------------------ | ---------------------------- |
| 当   | 第40回衆議院議員総選挙 | 1993年07月18日 | 44   | 旧東京10区           | 日本新党   | 12万456票  | 17.17% | 5    | 2/12               | /                            |
| 当   | 第41回衆議院議員総選挙 | 1996年10月20日 | 47   | 東京13区             | 新進党     | 7万697票   | 35.02% | 1    | 1/4                | /                            |
| 当   | 第42回衆議院議員総選挙 | 2000年06月25日 | 51   | 東京13区             | 自由民主党 | 9万567票   | 42.04% | 1    | 1/4                | /                            |
| 比当 | 第43回衆議院議員総選挙 | 2003年11月09日 | 54   | 比例東京（東京13区） | 自由民主党 | 8万8254票  | 42.61% | 17   | 2/3                | 5/6                          |
| 当   | 第44回衆議院議員総選挙 | 2005年09月11日 | 56   | 東京13区             | 自由民主党 | 12万9586票 | 53.82% | 1    | 1/3                | /                            |
| 比当 | 第45回衆議院議員総選挙 | 2009年08月30日 | 60   | 比例東京（東京13区） | 自由民主党 | 11万1590票 | 43.70% | 17   | 2/4                | 2/5                          |
| 当   | 第46回衆議院議員総選挙 | 2012年12月16日 | 63   | 東京13区             | 自由民主党 | 11万5797票 | 50.31% | 1    | 1/5                | /                            |
| 当   | 第47回衆議院議員総選挙 | 2014年12月14日 | 65   | 東京13区             | 自由民主党 | 11万3036票 | 55.55% | 1    | 1/4                | /                            |
| 当   | 第48回衆議院議員総選挙 | 2017年10月22日 | 68   | 東京13区             | 自由民主党 | 12万744票  | 55.23% | 1    | 1/3                | /                            |